# Earvin Ngapeth
Earvin Ngapeth, né le 12 février 1991 à Saint-Raphaël, est un joueur international français de volley-ball évoluant au poste de réceptionneur-attaquant au Fenerbahçe SK. Son père est Éric Ngapeth, ancien joueur international français de volley-ball. Son frère cadet, Swan, est également joueur de volley-ball.
Formé à Poitiers, Earvin Ngapeth commence sa carrière à Tours, avec son père comme entraîneur, alors qu'il a 17 ans. Il y remporte deux titres de champion de France et trois Coupes nationales. En 2011, il part à l'étranger, à Coni en Italie, où il connaît une première finale de Ligue des champions en 2013. Il retrouve alors son père entraîneur à Kemerovo en Russie, où il ne reste que quatre mois, rentrant à Poitiers pour assister à la naissance de son premier fils. Il part ensuite pour quatre saisons au Modène Volley une équipe d'Italie, remportant un titre de champion et deux Coupes. À l'été 2018, il retourne en Russie, au Zenit Kazan alors considéré comme le meilleur club du monde mais avec qui il perd plusieurs finales et ne gagne qu'une Supercoupe et une Coupe. En 2021, il revient à Modène.
Il remporte la médaille d’or avec l’équipe de France aux Jeux olympiques de Tokyo 2020 et Paris 2024. Il est désigné meilleur joueur de ce tournoi par la FIVB et MVP de la finale pour la médaille d’or face au comité olympique russe. La FIVB le désigne meilleur joueur du monde au début de la saison suivante.

## Biographie

### Enfance et formation
Fils d'Éric Ngapeth, ancien joueur international camerounais et français de volley-ball, Earvin Ngapeth naît en février 1991 à Saint-Raphaël au gré des transferts de son père alors joueur à l'AS Cannes. Il est baptisé en hommage au basketteur Earvin « Magic » Johnson, basketteur des Los Angeles Lakers et de la Dream Team américaine.
Earvin commence le sport en jouant au football et joue avec le futur international Layvin Kurzawa à Fréjus,. La famille déménage ensuite à Poitiers, où son père Eric est nommé entraîneur. Un été, sa mère l'inscrit avec son frère Swan à un stage multisports où il y a du volley-ball. Ayant déjà joué avec son père, Earvin est repéré par un conseiller régional, qui le convainc avec sa mère de prendre une licence en club.
Quelques mois plus tard, débutant en cadet, il est champion de France avec Saint-Benoît, près de Poitiers où il habite, tout en continuant le football. Ses parents se séparent alors et Earvin redouble à l'école, se retrouvant dans la classe de son frère Swan, de dix mois son cadet. De 2002 à 2007, il évolue avec le club Cercle d’éducation physique (CEP) de Poitiers avant de s’aligner avec le Centre national de volley-ball pour ses deux dernières années chez les juniors. Avec des résultats scolaires et des problèmes d'attitude, on lui fait comprendre qu'il n'est plus le bienvenu au CNVB.

## Carrière

### Débuts professionnels à Tours puis l'Italie et la Russie (2008-2013)

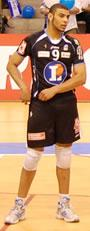
Ngapeth avec Tours en mai 2009.

En 2008, âgé de 17 ans, Earvin arrive avec son père Éric Ngapeth, entraîneur, au Tours Volley-Ball. Dès sa première saison, il gagne son premier trophée : la Coupe de France.
Earvin et son équipe remporte trois Coupes nationales consécutives en 2009, 2010 et 2011, ainsi que le titre de champion de France 2010. Ces trois derniers titres sont remportés avec son petit frère Swan Ngapeth, que le père Éric lance également dans le monde professionnel un an après l’aîné.
Tours est finaliste du Championnat de France 2010-2011. Earvin connaît alors sa meilleure saison avec une moyenne de 17,6 points et est élu meilleur joueur et quitte le TVB.
À vingt ans et après trois saisons au TVB, Ngapeth passe du vice-champion de France au vice-champion d'Italie et le club de Coni,. Earvin rejoint un autre Français, le libero Hubert Henno.

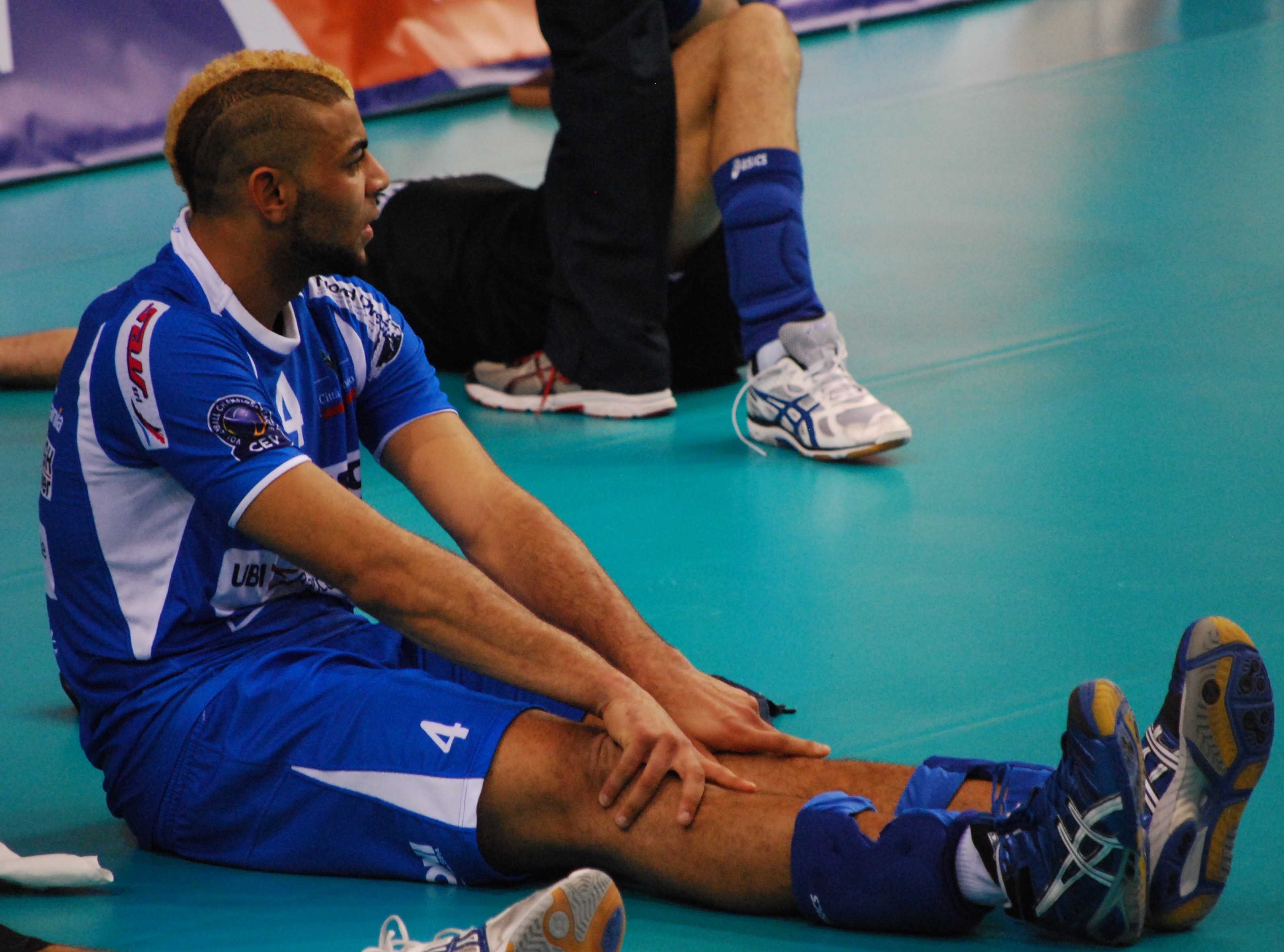
Ngapeth en Ligue des champions en novembre 2012 sous le maillot du Piemonte Volley.

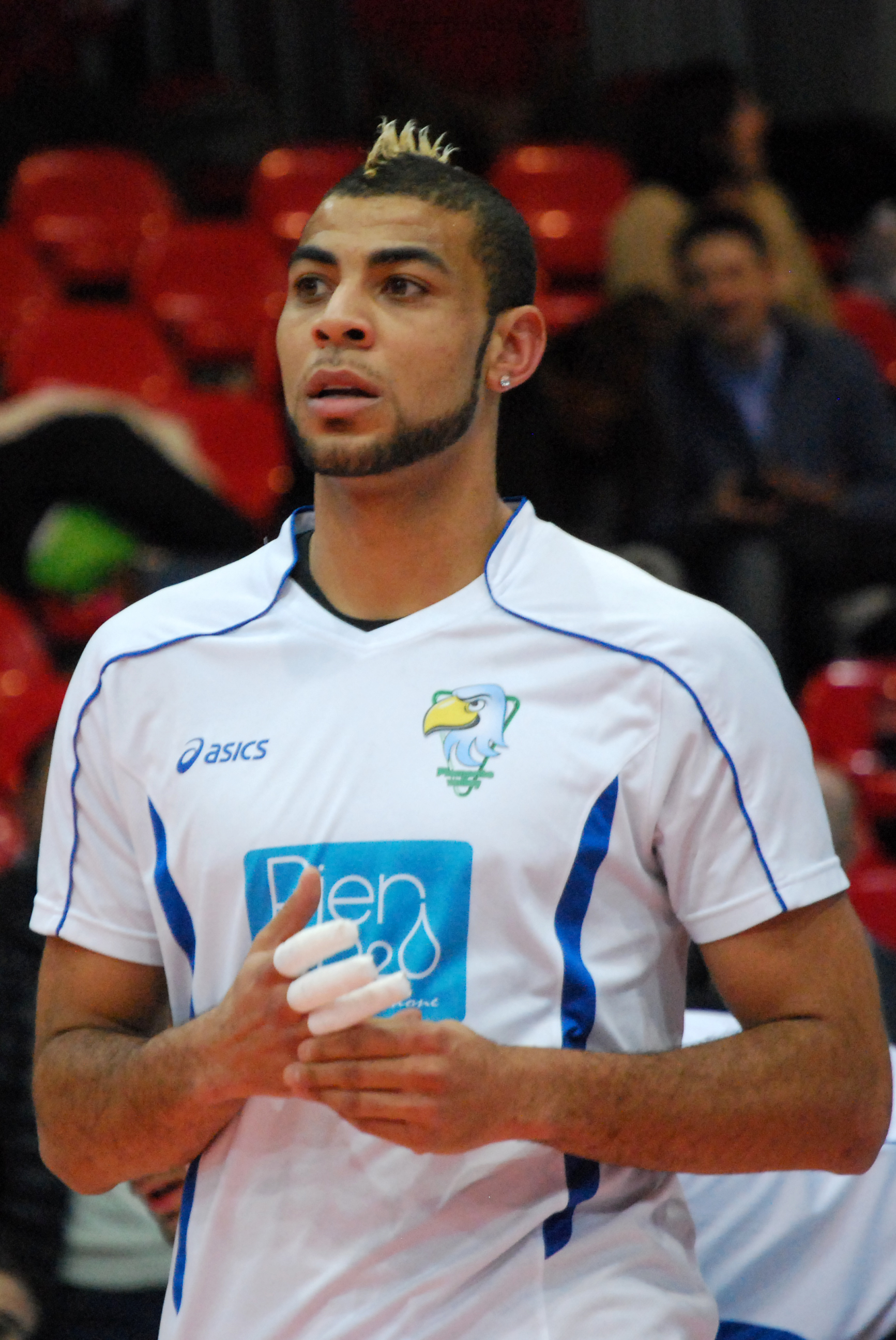
Ngapeth en février 2013 avec Piemonte Volley.

En 2012-2013, le Français atteint la finale de Ligue des champions, perdue face à Novossibirsk (2-3).
À l'été 2013, Ngapeth rejoint son père, entraîneur du VK Kouzbass Kemerovo, en Sibérie. Il signe un contrat de 600 000 euros par saison.
En janvier 2014, Ngapeth ne revient pas dans son club russe après un tournoi à Paris avec l’équipe de France, afin de rester à Poitiers auprès de sa compagne et de leur tout jeune fils,. Le Français rompt ensuite son contrat avec Kemerovo.

### Quatre ans à Modène (2014-2018)
Le 12 février 2014, jour de son anniversaire, Ngapeth signe un contrat de deux ans et demi avec le club de Pallavolo Modène.
Le Français remporte la Coupe d’Italie avec Modène Volley en 2015.

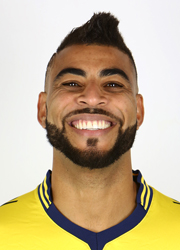
Earvin Ngapeth en octobre 2016 avec Modène.

En 2016, Ngapeth remporte d'abord la Coupe d'Italie en février. Il est désigné meilleur joueur des finales du championnat italien qu'il remporte avec Casa Modena,. Omniprésent en finale, et notamment lors du match décisif lors duquel il marque 29 points (24 attaques réussies sur 42, 2 contres et 3 aces), il survole une finale remportée par son équipe trois rencontres à zéro.
Après la saison, et malgré le départ de l'entraîneur Angelo Lorenzetti, il prolonge de deux saisons dans le club de Modène où il est rejoint par son frère Swan et son compatriote Kévin Le Roux.
Ngapeth est adoré par les supporters de Modène qui le surnomment « Monsieur Magique ».

### Un tournoi au Qatar (2018)
Earvin Ngapeth participe en 2018 à la Coupe de l'Emir au Qatar avec Al-Rayyan, le club champion du Qatar.

### Échecs à Kazan (2018-2021)
Le 29 mars 2018, Earvin Ngapeth annonce, dans un entretien avec le journal L'Équipe, avoir choisi de rejoindre le club du Zenit Kazan pour la saison suivante. En Russie, le Français a la lourde tâche de succéder à Wilfredo Leon, meilleur joueur du monde, dans ce qui est alors considéré comme le plus grand club du monde. Kazan est alors quadruple champion d'Europe en titre et quintuple champion de Russie.
En novembre 2018, il remporte la Supercoupe de Russie contre Saint-Pétersbourg (3-1). En fin de mois, l'équipe dirigée par Vladimir Alekno est éliminée en phase de poule du Championnat du monde des clubs, malgré son statut de favori. En décembre, le Français et son club remportent la Coupe de Russie.
Début mai 2019, champion en titre depuis 2014, Kazan abandonne son trophée à Kemerovo, ancien club de Ngapeth, battu en finale à la surprise générale. Dix jours plus tard, Ngapeth et son équipe sont battus en finale de la Ligue des champions par les Italiens de Lube Civitanova (1-3). Aux côtés de vedettes comme l'Américain Matt Anderson et le Russe Maksim Mikhailov, Ngapeth échoue alors à devenir le premier Français vainqueur de la compétition depuis 2010.
Mi-décembre 2020, après avoir joué avec Kazan à Berlin en Ligue des champions, Earvin Ngapeth ne revient pas en Russie avec ses coéquipiers. L'ancien Tourangeau, alors performant depuis le début de la saison et pilier indispensable de son équipe dans tous les secteurs du jeu, rentre en France sans l'autorisation de son club. Kazan et son Français sont éliminés en demi-finale de Coupe d'Europe par les Polonais de Kedzierzyn-Kozle.
En Russie, Ngapeth ne réussit pas complètement son aventure, échouant à remporter la Super Ligue russe ainsi que la Ligue des champions, battu en finale en 2019. Le Français repart tout de même avec deux Supercoupes russes et autant de Coupes nationales.

### Retour à Modène (2021-2024)
En avril 2021, après trois ans en Russie, Earvin Ngapeth est de retour à Modène, après un passage entre 2014 et 2018. À trente ans, la star du volley français s'engage à partir de la rentrée suivante pour trois saisons, jusqu'en mai 2024. Son frère cadet Swan s'engage aussi avec le club deux mois plus tard.

### 10 jours en Iran (2022)
Earvin Ngapeth a joué 10 jours en Iran pour participer à la Coupe des Clubs d’Asie qu'il remporte avec le club de Paykan Tehéran,.

### Retour à Poitiers (2024-2025)
Treize ans après son départ pour l'Italie, Earvin Ngapeth, figure emblématique du volley français et champion olympique, a fait son retour dans le Championnat de France en s'engageant avec l'Alterna Stade Poitevin pour la saison 2024-2025. Jeudi 19 septembre 2024, lors de la présentation officielle de l'équipe à Poitiers, Ngapeth est apparu, vêtu du maillot numéro 86, en hommage au département de la Vienne. Ce retour marque un moment symbolique pour le joueur de 33 ans, dont le père a entraîné le club entre 1998 et 2000. Ngapeth a exprimé sa volonté de contribuer au renouveau du club de sa ville natale, où sa famille est désormais installée, soulignant que son objectif est avant tout de participer au développement du projet sportif local plutôt que de se concentrer sur des gains financiers.

### Fenerbahçe SK (2025)
En décembre 2024, il annonce son départ vers Fenerbahçe

### En équipe nationale

#### Sélections jeunes et débuts A contrastés
En 2007, surclassé de deux ans, Earvin Ngapeth est champion d’Europe cadets et troisième du championnat du monde cadets.
L'année suivante, le même groupe est sacré champion d'Europe juniors.
En 2009, avec sa génération 1991 cette fois-ci, Earvin permet aux cadets français de conserver le titre de champion d'Europe et est élu meilleur joueur du tournoi.
Joueur majeur du Tours VB, Earvin Ngapeth débute en équipe de France A et participe au Championnat mondial de 2010. À 19 ans, il est exclu du groupe en cours de tournoi après une altercation avec le sélectionneur Philippe Blain,. La France conclut le tournoi au onzième rang à la suite d’une victoire face à l’Espagne.
Ngapeth est recontacté par le sélectionneur pour réintégrer le groupe bleu en juillet 2011 et finalement réintégré en septembre 2011.

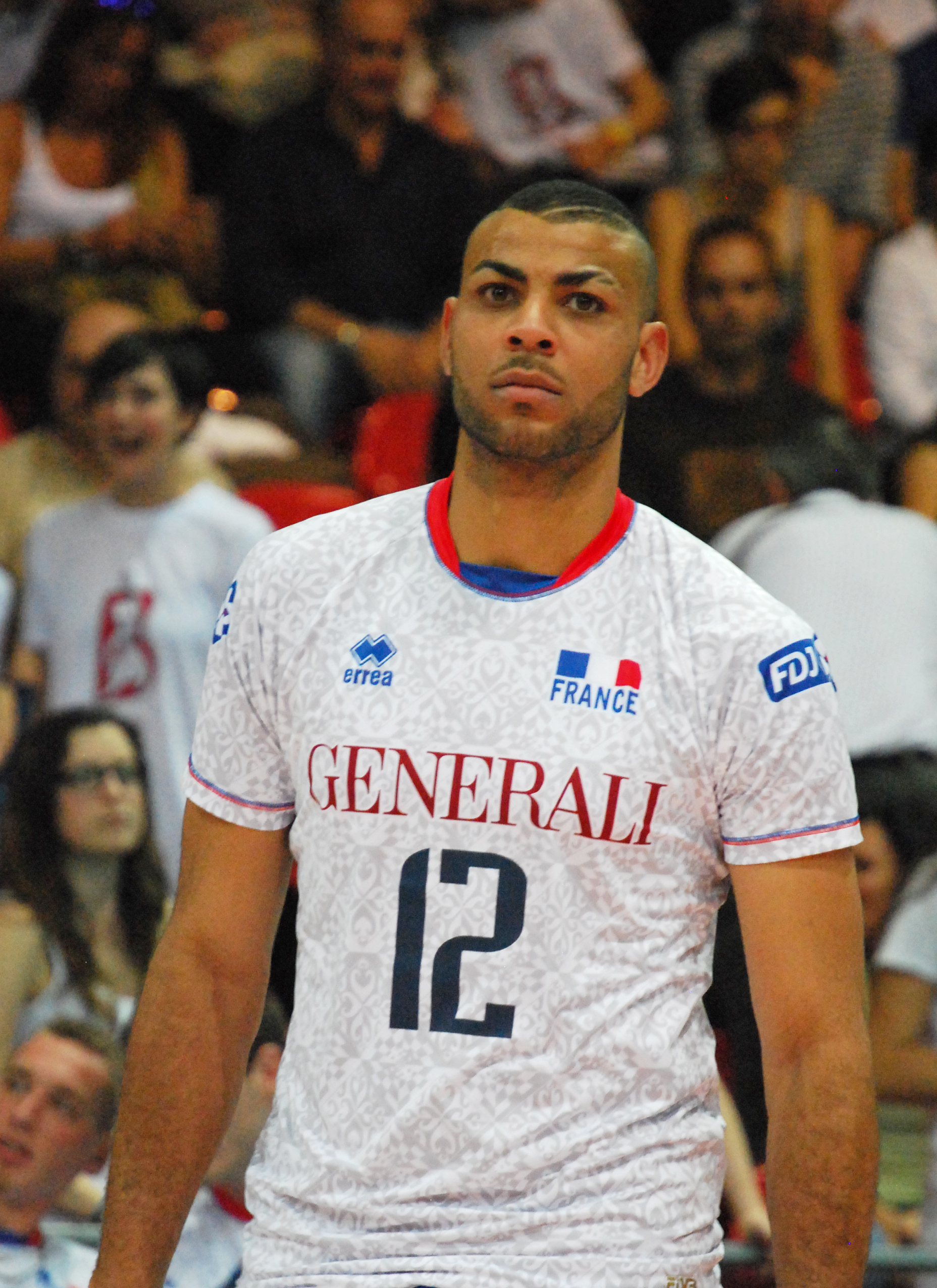
Ngapeth avec les Bleus en juin 2013.

#### Premiers titres de l'histoire de la France

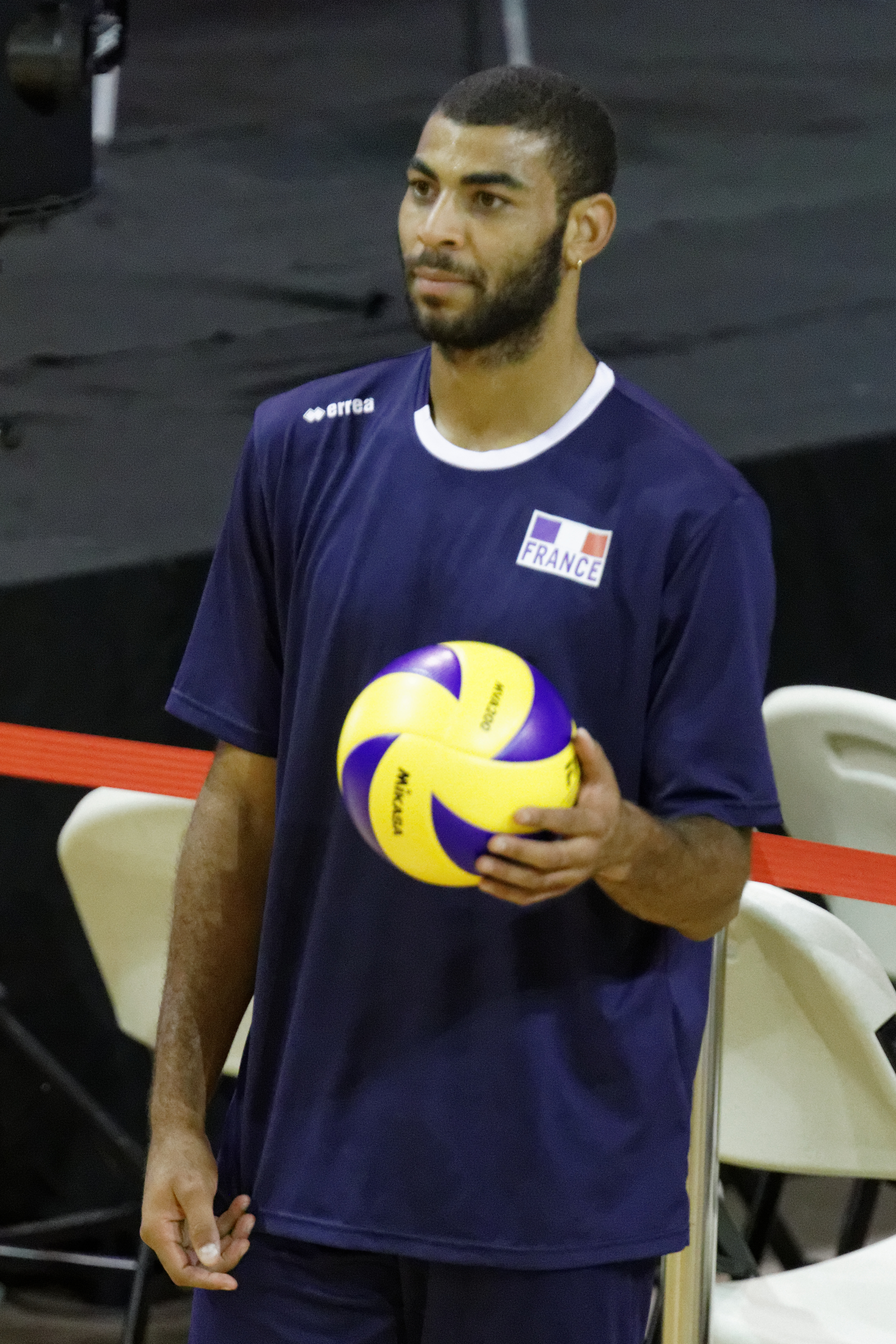
Ngapeth au Championnat du monde 2014.

En 2014, les Bleus réalisent leur premier fait d'armes depuis 2009 en étant demi-finalistes du Championnat du monde.
En été 2015, il gagne la Ligue mondiale avec l'équipe de France et est élu MVP du tournoi en plus d'être le meilleur R4. En octobre 2015, il remporte un deuxième titre important avec l'équipe de France : le Championnat d'Europe 2015. Ngapeth conclut le tournoi par un smash renversé. Ces victoires internationales projettent ce joueur charismatique et spectaculaire sous les lumières et lui donnent un statut de vedette nationale.

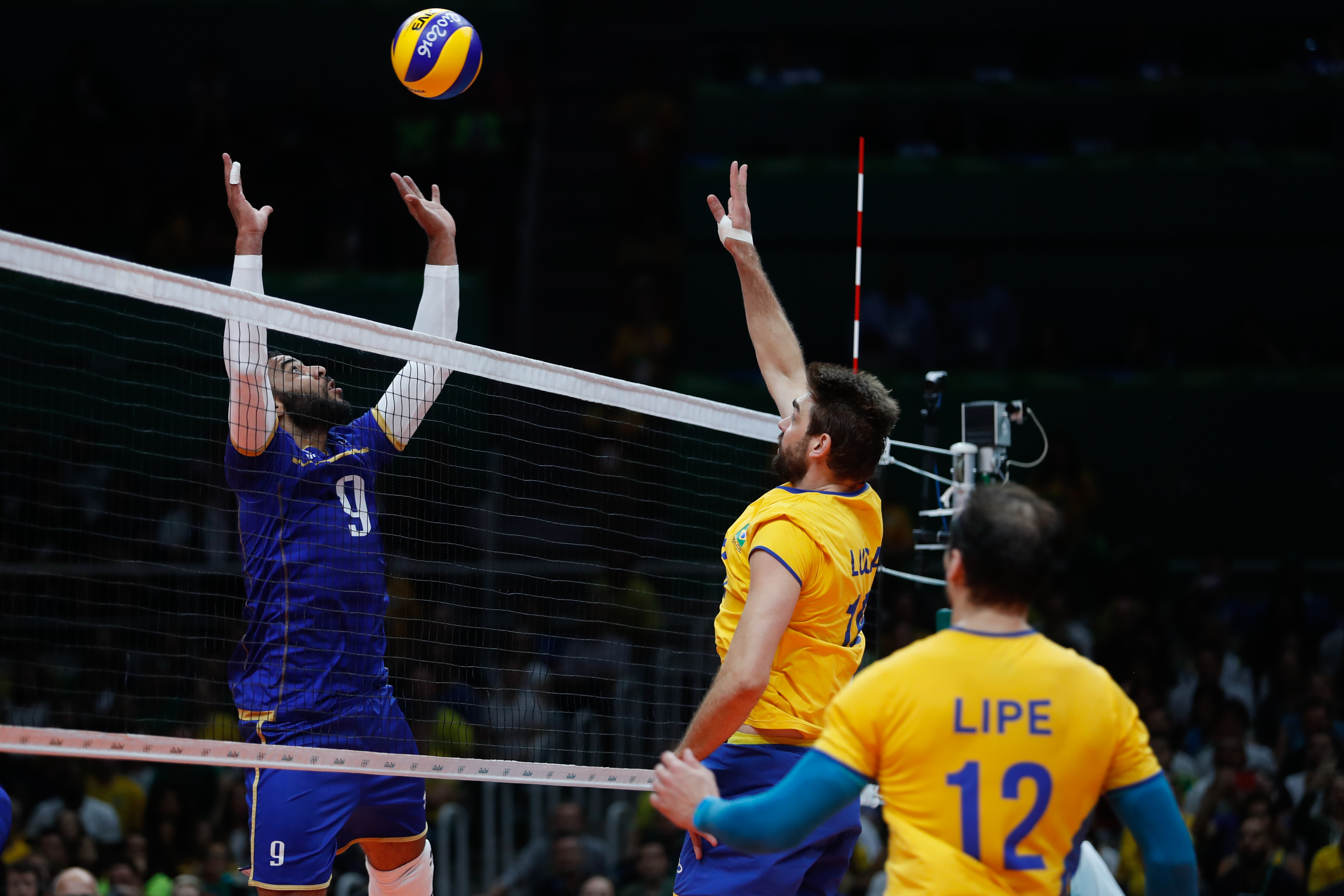
Ngapeth contre le Brésil en août 2016 aux JO.

À l'occasion de la Ligue mondiale 2016, Earvin obtient la médaille de bronze avec les Bleus et le titre individuel de deuxième meilleur réceptionneur-attaquant de la compétition. La Team Yavbou se qualifie pour les Jeux olympiques de Rio mais l'élimination dès la phase de groupe est logiquement décevante. D'autres échecs suivent : ceux de l’Euro 2017, du Championnat du monde 2018, mais également la quatrième place à l'EuroVolley 2019 en France. Entre-temps, en 2017, les Bleus remportent pour la seconde fois la Ligue mondiale et Earvin est de nouveau élu meilleur joueur. L'année suivante, les Bleus obtiennent la médaille d'argent de la Volleyball Nations League.
En janvier 2020, Ngapeth et les Bleus se qualifient pour les JO de Tokyo. Earvin signe un ace sur le dernier point de la finale contre l'Allemagne (3-0). L'année suivante, après avoir obtenu la médaille de bronze en Ligue des nations, Earvin prend part aux Jeux olympiques.
Le 7 août 2021, en finale des Jeux olympiques de Tokyo 2020, où la France gagne son premier titre olympique, et même sa première médaille en battant les joueurs du comité olympique russe au tie-break (3 sets à 2), Earvin Ngapeth marque 26 points dont 21 en attaque. Pour son parcours et particulièrement en finale, il est désigné meilleur joueur de ce tournoi olympique. Il figure également dans l'équipe-type avec deux de ses coéquipiers : Barthélémy Chinenyeze et le libéro Jenia Grebennikov.
En 2022, il remporte son troisième titre en Ligue des nations (ex-Ligue mondiale) en battant en finale les États-Unis 3 sets à 2 (25-16, 25-19, 15-25, 21-25, 15-10). Earvin Ngapeth contribue fortement à ce titre en inscrivant 22 points (meilleur marqueur de la rencontre). Blessé à la cheville, il n'avait pas pu disputer la demi-finale remportée contre le Japon (3-0).

## Style de jeu

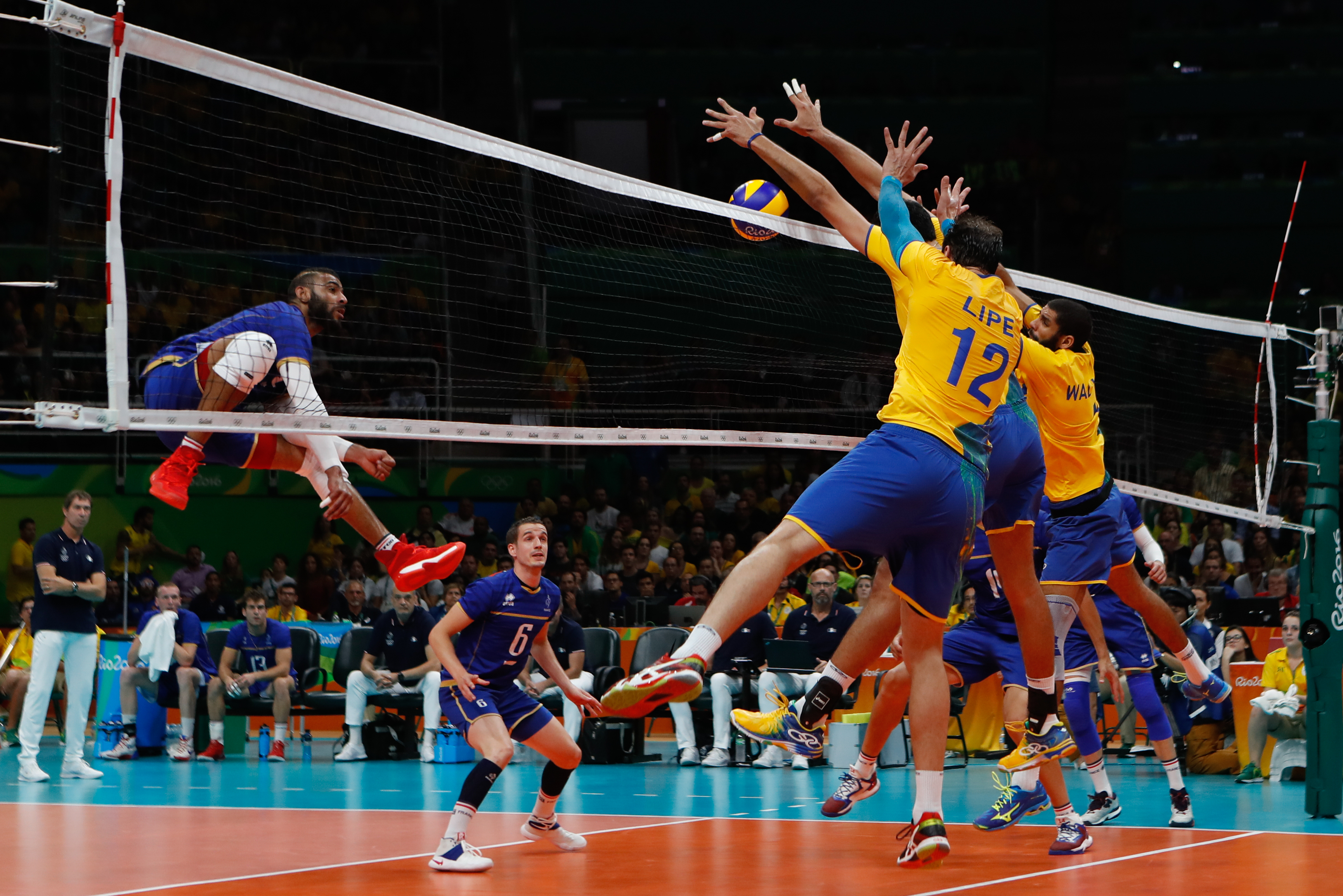
Ngapeth après un smash acrobatique.

Démonstratif sur un terrain de volley, Earvin Ngapeth aime inventer des gestes décisifs sur le terrain. Il est notamment connu pour sa « spéciale », le smash renversé, dos au filet. Il ose et réussit notamment son geste sur la balle de match en finale du Championnat d’Europe 2015.

## Activité musicale
Le hip-hop entre dans la vie d'Earvin à l'âge de douze ans. Avec trois amis, il forme Outlaw. On le surnomme « Klima », en rapport à ses « humeurs changeantes ». Il donne des concerts à Poitiers, au Carré bleu, une salle de concert des Couronneries, une ZUP née dans les années 1960. Earvin Ngapeth produit et chante son propre album de rap, sous le nom de Klima, et sort l'album  Klimatizason en 2010.
Il déclare dans un post Instagram : « Quand j’ai commencé la musique, c’était vraiment parce que j’étais à la recherche de liberté. Maintenant, j’ai un nom, je suis reconnu de tous. Si je continue la musique, c’est pour m’exprimer, mais surtout impacter positivement mon environnement, ma ville, mon pays, l’Afrique, le monde ».
En 2015, il sort le titre Team Yavbou (le surnom des Bleus depuis une victoire contre le Brésil en 2013) en soutien à l’équipe de France’.
Poursuivant cette activité en parallèle de sa carrière de volleyeur, il se fait appeler simplement Earvin. Après la sortie de son premier titre Ma vie n’a aucun prix en janvier 2016, Earvin sort un nouveau morceau trois ans plus tard avec l’opus MAИIERE lorsqu’il évolue à Kazan, en Russie.

## Démêlés judiciaires
En décembre 2014, Earvin Ngapeth est condamné à trois mois de prison avec sursis par le tribunal correctionnel de Montpellier pour une rixe en discothèque.
En 2015, Earvin Ngapeth écope d'une contravention après avoir frappé un contrôleur de la SNCF.
En novembre de la même année, il renverse trois personnes alors qu'il roule dans sa voiture en Italie, il sera condamné à un an de prison avec sursis pour avoir pris la fuite,.
En novembre 2017, il reçoit une suspension de permis, pour conduite en état d'ivresse en sortant d'une boîte de nuit.
En 2019, Earvin Ngapeth est arrêté par la police brésilienne pour harcèlement sexuel, à la suite d'un geste qu'il qualifie de « malentendu ».
Surnommé le « Nicolas Anelka du volley », il déclare qu'il « ne regrette rien du tout ».

## Palmarès

### Titres et trophées collectifs
Avec l'équipe de France, Ngapeth et les Bleus sont champions d'Europe 2015, quadruples vainqueurs de la Ligue mondiale, en 2015, 2017,  2022 er 2024 et Champions Olympique en 2021 et 2024.
En 2012-2013, le Français dispute la finale de Ligue des champions, perdue face à Novossibirsk.
Arrivé Zenit Kazan à l'été 2018, Ngapeth remporte la Supercoupe de Russie en novembre. En décembre, le Français et son club remportent la Coupe de Russie. Début mai 2019, ils sont battus en finale de Super Ligue russe par Kemerovo, à la surprise générale. Dix jours plus tard, Ngapeth et son équipe sont battus en finale de la Ligue des champions par les Italiens de Lube Civitanova (1-3).
| Mondial | Continental | Championnat national | Autres compétitions nationales |
| --- | --- | --- | --- |
| - Jeux olympiques (2) - Vainqueur : - 2020, 2024 - Ligue mondiale (2) - Vainqueur : - 2015, 2017 - 3e : 2016 - Ligue des nations (2) - Vainqueur : - 2022, 2024 - 2e : 2018 - 3e : 2021 | - Championnat d'Europe (1) - Vainqueur : 2015 - Championnat d'Europe -19 ans (2) - Vainqueur : 2007, 2009 - Championnat d'Europe -21 ans (1) - Vainqueur : 2008 - Ligue des champions - Finaliste : - 2013 (Piémont) - 2019 (Kazan) - 3e : 2021 | - Championnat de France (1) - Vainqueur : 2010 (Tours) - Finaliste : 2011 (Tours) - Championnat d'Italie (1) - Vainqueur : 2016 (Modène) - Finaliste : 2015 (Modène) - Championnat de Russie - Finaliste : - 2019 et 2020 (Kazan) | - Coupe de France (3) - Vainqueur : - 2009, 2010, 2011 (Tours) - Coupe d'Italie (2) - Vainqueur : - 2015 et 2016 (Modène) - Supercoupe d'italie (2) - Vainqueur : - 2015 et 2016 (Modène) - Finaliste : 2011 (Piemonte) - Coupe de Russie (1) - Vainqueur : 2018 (Kazan) - Supercoupe de Russie (2) - Vainqueur : - 2018 et 2021 (Kazan) - Coupe des clubs d'Asie (1) - Vainqueur: 2022 (Paykan) - Coupe de l'Emir du Qatar (1) - Vainqueur : 2018 (Al-Rayyan) |

### Récompenses individuelles
| Mondial | Continental | Championnat national | Autres compétitions nationales                                                                                                  |
| --- | --- | --- | --- |
| - Jeux olympiques (4) - MVP (Most Valuable Player) : 2021, 2024 - Meilleur Receptionneur-attaquant : 2021, 2024 - Ligue mondiale (4) - MVP (Most Valuable Player) : 2015, 2017 - Meilleur Récptionneur-attaquant : 2015, 2017 - Ligue des nations (2) - MVP (Most Valuable Player) : 2022 - Meilleur serveur : 2018 | - Championnat d'Europe (1) - Meilleur Receptionneur-attaquant : 2015 - Championnat d'Europe -19 ans (2) - MVP (Most Valuable Player) : 2009 - Meilleur Réceptionneur-attaquant : 2009 - Championnat d'Europe -21 ans (1) - MVP (Most Valuable Player) : 2008 - Ligue des champions (1) - Meilleur serveur : 2019 | - Championnat de France (4) - Meilleur Receptionneur-attaquant : 2010, 2011 - MVP (Most Valuable Player) : 2011 - Meilleur serveur : 2011 - Championnat d'Italie (1) - MVP (Most Valuable Player) : 2016 - Championnat de Russie (1) - Meilleur Réceptionneur-attaquant : 2021 | - Coupe d'Italie (1) - MVP (Most Valuable Player) : 2015 - Coupe des clubs d'Asie (1) - Meilleur Réceptionneur-attaquant : 2022 |
| | | | |

#### En sélection nationale
Vainqueur de la Ligue mondiale, en 2015 et 2017, Earvin obtient le titre de MVP et de meilleur réceptionneur-attaquant lors de ces deux éditions  , et celle de la nouvelle formule (ligue des nations) 2022. Il est également MVP et meilleur réceptionneur-attaquant du tournoi olympique 2020 et 2024. En sélection jeunes, il est auparavant élu meilleur joueur des Championnats d'Europe juniors 2008 et cadets 2009.

## Distinctions

### Décorations
Chevalier de la Légion d'honneur (décret du 23 septembre 2024)

### Documentaire
- Earvin, d'Antoine Le Roy, série Intérieur Sport, Canal+, 2016, 40 minutes.